# Triángulos agudos y obtusos
Un triángulo agudo tiene sus tres ángulos de menos de 90° (agudos); y un triángulo obtuso posee un ángulo mayor de 90° (obtuso) y dos ángulos agudos. Como los ángulos de un triángulo deben sumar 180°, ningún triángulo puede tener más de un ángulo obtuso.
Los triángulos agudos y obtusos son dos tipos diferentes de triángulos oblicuos (que por definición, no son triángulos rectángulos porque no tienen un ángulo de 90°).
También son denominados triángulos acutángulos y triángulos obtusángulos.

## Propiedades
En todos los triángulos, el centroide es la intersección de las medianas, cada una de las cuales conecta un vértice con el punto medio del lado opuesto. El incentro, el centro del círculo que es internamente tangente a los tres lados, está en el interior del triángulo. Sin embargo, mientras que el ortocentro y el circuncentro se encuentran en el interior de un triángulo agudo, son exteriores en un triángulo obtuso.
El ortocentro es el punto de intersección de las tres alturas del triángulo, cada una de los cuales es un segmento perpendicular que conecta un lado con el vértice opuesto. En el caso de un triángulo agudo, estos tres segmentos se encuentran completamente en el interior del triángulo, por lo que se cruzan en el interior. Pero para un triángulo obtuso, las alturas desde los dos ángulos agudos se cruzan solo con las extensiones de los lados opuestos. Estas alturas quedan completamente fuera del triángulo, de lo que resulta que su intersección entre sí (y, por lo tanto, también con la altura extendida desde el vértice del ángulo obtuso) se produce en el exterior del triángulo.
Del mismo modo, el circuncentro de un triángulo (la intersección de las mediatrices de los tres lados, que es el centro del círculo que pasa por los tres vértices), cae dentro de un triángulo agudo pero fuera de un triángulo obtuso.
El triángulo rectángulo es el caso intermedio: tanto su circuncentro como su ortocentro se encuentran en su límite.
En cualquier triángulo, cualquiera de las dos medidas de los ángulos A y B, de lados opuestos a y b respectivamente, se relacionan de acuerdo con: p. 264 
{\displaystyle A>B\quad {\text{si y solo si}}\quad a>b.}
Esto implica que el lado más largo en un triángulo obtuso es el que está opuesto al vértice del ángulo obtuso.
Un triángulo agudo tiene tres cuadrados inscritos, cada uno con un lado que coincide con parte de un lado del triángulo y con los otros dos vértices del cuadrado en los dos lados restantes del triángulo (en un triángulo rectángulo, dos de estos se fusionan en el mismo cuadrado, por lo que solo hay dos cuadrados inscritos distintos). Sin embargo, un triángulo obtuso tiene solo un cuadrado inscrito, uno de cuyos lados coincide con parte del lado más largo del triángulo.: p. 115 
Todos los triángulos en los que la recta de Euler es paralela a un lado, son agudos. Esta propiedad es válida para el lado BC si y solo si {\displaystyle (\tan B)(\tan C)=3.}

## Desigualdades

### Lados
Si el ángulo C es obtuso, entonces para los lados a, b, y c, se tiene que: p.1, #74 X
{\displaystyle {\frac {c^{2}}{2}}<a^{2}+b^{2}<c^{2},}
con la desigualdad de la izquierda acercándose a la igualdad en el límite solo cuando el ángulo del vértice de un triángulo isósceles se aproxima a 180°, y con la desigualdad de la derecha acercándose a la igualdad solo cuando el ángulo obtuso se aproxima a 90°.
Si el triángulo es agudo, entonces
{\displaystyle a^{2}+b^{2}>c^{2},\quad b^{2}+c^{2}>a^{2},\quad c^{2}+a^{2}>b^{2}.}

### Altura
Si C es el ángulo más grande y hc es la altura desde el vértice C, entonces para un triángulo agudo: p.135, #3109 
{\displaystyle {\frac {1}{h_{c}^{2}}}<{\frac {1}{a^{2}}}+{\frac {1}{b^{2}}},}
con la desigualdad opuesta si C es obtuso.

### Medianas
Con el lado más largo c y medianas ma y mb desde el otro lado,: p.136, #3110 
{\displaystyle 4c^{2}+9a^{2}b^{2}>16m_{a}^{2}m_{b}^{2}}
para un triángulo agudo, pero con la desigualdad invertida para un triángulo obtuso.
La mediana mc del lado más largo es mayor o menor que el circumradio para un triángulo agudo u obtuso, respectivamente:: p.136, #3113 
{\displaystyle m_{c}>R}
para triángulos agudos, con el caso opuesto para triángulos obtusos.

### Área
La desigualdad de Ono para el área A,
{\displaystyle 27(b^{2}+c^{2}-a^{2})^{2}(c^{2}+a^{2}-b^{2})^{2}(a^{2}+b^{2}-c^{2})^{2}\leq (4A)^{6},}
se mantiene para todos los triángulos agudos, pero no para todos los triángulos obtusos.

### Funciones trigonométricas
Para un triángulo agudo se tiene que, para los ángulos A, B, y C,: p.26, #954 
{\displaystyle \cos ^{2}A+\cos ^{2}B+\cos ^{2}C<1,}
con la desigualdad inversa para un triángulo obtuso.
Para un triángulo agudo con circumradio R,: p.141, #3167 
{\displaystyle a\cos ^{3}A+b\cos ^{3}B+c\cos ^{3}C\leq {\frac {abc}{4R^{2}}}}
y: p.155, #S25 
{\displaystyle \cos ^{3}A+\cos ^{3}B+\cos ^{3}C+\cos A\cos B\cos C\geq {\frac {1}{2}}.}
Para un triángulo agudo,: p.115, #2874 
{\displaystyle \operatorname {sen} ^{2}A+\operatorname {sen} ^{2}B+\operatorname {sen} ^{2}C>2,}
con la desigualdad inversa para un triángulo obtuso.
Para un triángulo agudo,: p178, #241.1 
{\displaystyle \operatorname {sen} A\cdot \operatorname {sen} B+\operatorname {sen} B\cdot \operatorname {sen} C+\operatorname {sen} C\cdot \operatorname {sen} A\leq (\cos A+\cos B+\cos C)^{2}.}
Para cualquier triángulo, las identidades trigonométricas establecen que la suma de las tangentes de los ángulos es igual a su producto. Como un ángulo agudo tiene un valor tangente positivo mientras que un ángulo obtuso tiene uno negativo, la expresión del producto de las tangentes muestra que
{\displaystyle \tan A+\tan B+\tan C=\tan A\cdot \tan B\cdot \tan C>0}
para triángulos agudos, mientras que el sentido opuesto a la desigualdad se aplica a los triángulos obtusos.
Se tiene que: p.26, #958 
{\displaystyle \tan A+\tan B+\tan C\geq 2(\operatorname {sen} 2A+\operatorname {sen} 2B+\operatorname {sen} 2C)}
para triángulos agudos, y al revés para triángulos obtusos.
Para todos los triángulos agudos,: p.40, #1210 
{\displaystyle (\tan A+\tan B+\tan C)^{2}\geq (\sec A+1)^{2}+(\sec B+1)^{2}+(\sec C+1)^{2}.}
Para todos los triángulos agudos con circunferencia inscrita de radio r y circunferencia circunscrita de radio R,: p.53, #1424 
{\displaystyle a\tan A+b\tan B+c\tan C\geq 10R-2r.}
Para un triángulo agudo con área K,: p.103, #2662 
{\displaystyle ({\sqrt {\cot A}}+{\sqrt {\cot B}}+{\sqrt {\cot C}})^{2}\leq {\frac {K}{r^{2}}}.}

### Circumradio, inradio y exradios
En un triángulo agudo, la suma del circuradio R y el inradio r es menos de la mitad de la suma de los lados más cortos a y b:: p.105, #2690 
{\displaystyle R+r<{\frac {a+b}{2}},}
mientras que la desigualdad inversa se cumple para un triángulo obtuso.
Para un triángulo agudo con medianas ma, mb, y mc y circunradio R, se tiene que: p.26, #954 
{\displaystyle m_{a}^{2}+m_{b}^{2}+m_{c}^{2}>6R^{2}}
mientras que la desigualdad opuesta es válida para un triángulo obtuso.
Además, un triángulo agudo satisface: p.26, #954 
{\displaystyle r^{2}+r_{a}^{2}+r_{b}^{2}+r_{c}^{2}<8R^{2},}
en términos de los radios de las circunferencias exincritas ra, rb, y rc, de nuevo con la desigualdad inversa para un triángulo obtuso.
Para un triángulo agudo con semiperímetro s,: p.115, #2874 
{\displaystyle s-r>2R,}
y la desigualdad inversa se cumple para un triángulo obtuso.
Para un triángulo agudo con área K,: p.185, #291.6 
{\displaystyle ab+bc+ca\geq 2R(R+r)+{\frac {8K}{\sqrt {3}}}.}

### Distancias que involucran centros triangulares
Para un triángulo agudo, la distancia entre el circuncentro O y el ortocentro H satisface: p.26, #954 
{\displaystyle OH<R,}
con la desigualdad opuesta para un triángulo obtuso.
Para un triángulo agudo, la distancia entre el centro del incírculo I y el ortocentro H satisface: p.26, #954 
{\displaystyle IH<r{\sqrt {2}},}
donde r es el radio de la circunferencia inscrita, con la desigualdad inversa para un triángulo obtuso.

### Cuadrado inscrito
Si uno de los cuadrados inscritos de un triángulo agudo tiene una longitud lateral xa y otro tiene una longitud lateral xb con xa < xb, entonces: p. 115 
{\displaystyle 1\geq {\frac {x_{a}}{x_{b}}}\geq {\frac {2{\sqrt {2}}}{3}}\approx 0.94.}

### Dos triángulos
Si dos triángulos obtusos tienen lados (a, b, c) y (p, q, r) con c y r siendo los lados más largos respectivos, entonces: p.29, #1030 
{\displaystyle ap+bq<cr.}

## Ejemplos

### Triángulos con nombres especiales
El triángulo de Calabi, que es el único triángulo no equilátero para el cual el cuadrado más grande que cabe en el interior se puede colocar en tres maneras diferentes, es obtuso e isósceles con ángulos base de 39.1320261...° y un tercer ángulo de 101.7359477...°.
El triángulo equilátero, con tres ángulos de 60°, es agudo.
El Teorema de Morley, formado a partir de cualquier triángulo por las intersecciones de sus trisectores angulares adyacentes, es equilátero y, por lo tanto, agudo.
El triángulo áureo es el triángulo isósceles en el que la relación del lado duplicado con respecto a la base es igual al número áureo. Es agudo, con ángulos de 36°, 72° y 72°, lo que lo convierte en el único triángulo con ángulos en las proporciones 1: 2: 2.
El triángulo heptagonal, con sus lados que coinciden respectivamente con un lado, la diagonal más corta y la diagonal más larga de un heptágono regular, es obtuso, con ángulos {\displaystyle \pi /7,2\pi /7,} y {\displaystyle 4\pi /7.}

### Triángulos con lados enteros
El único triángulo con cuatro números enteros consecutivos para una altura y los tres lados, es agudo, y tiene lados (13, 14, 15) y la altura del lado 14 es igual a 12.
El triángulo de perímetro más pequeño con lados enteros en progresión aritmética, y el triángulo de lados enteros de perímetro más pequeño con lados distintos, es obtuso: es decir, el que tiene lados (2, 3, 4).
Los únicos triángulos con un ángulo el doble de otro y teniendo lados enteros en progresión aritmética son agudos: a saber, el triángulo (4,5,6) y sus múltiplos.
No hay triángulos de lados enteros agudos con área = perímetro, pero sí existen tres triángulos obtusos que satisfacen esta condición, que tienen lados (6,25,29), (7,15,20) y (9,10,17).
El triángulo de lados enteros más pequeño con tres medianas racionales es agudo, con lados (68, 85, 87).
Los triángulos de Herón tienen lados enteros y área entera. El triángulo de Herón oblicuo con el perímetro más pequeño es agudo, con lados (6, 5, 5). Los dos triángulos oblicuos de Herón que comparten el área más pequeña son el agudo con lados (6, 5, 5) y el obtuso con lados (8, 5, 5). El área de cada uno es 12.